# Quận Windham, Connecticut
Quận Windham là một quận ở góc đông bắc tiểu bang Connecticut, Hoa Kỳ. Năm 2010, dân số quận là 118.428 người. Giống như các quận khác của tiểu bang, không có chính quyền quận do đó không có quận lỵ.

## Địa lý
Theo điều tra dân số Hoa Kỳ 2000, quận có tổng diện tích 521,47 dặm vuông (1.351 km2), trong đó 512,75 dặm vuông (1328 km2) (1,67%) là diện tích đất và 8,71 dặm vuông (23 km2) (1,67%) là diện tích mặt nước.